# Zîmovîșce, Ivankiv
Zîmovîșce (în ucraineană Зимовище) este un sat în comuna Șpîli din raionul Ivankiv, regiunea Kiev, Ucraina.

## Demografie
Componența lingvistică a localității Zîmovîșce
     Ucraineană (97,58%)
     Rusă (1,82%)
     Alte limbi (0,61%)
Conform recensământului din 2001, majoritatea populației localității Zîmovîșce era vorbitoare de ucraineană (97,58%), existând în minoritate și vorbitori de rusă (1,82%).